# 金細工職人
金細工職人（きんざいくしょくにん、英：Goldsmith）は、鍛冶職人の中で特に金および貴金属の加工、細工に関する仕事に従事する職人及び彫金家のことである。金細工師（きんざいくし）ともいう。
銀食器、金属大皿、ゴブレット、装飾品なども製作していたが、貴金属価格の上昇に伴い、金や貴金属類を大規模で製作するようになり、金細工に特化する職人が誕生した。

## 歴史

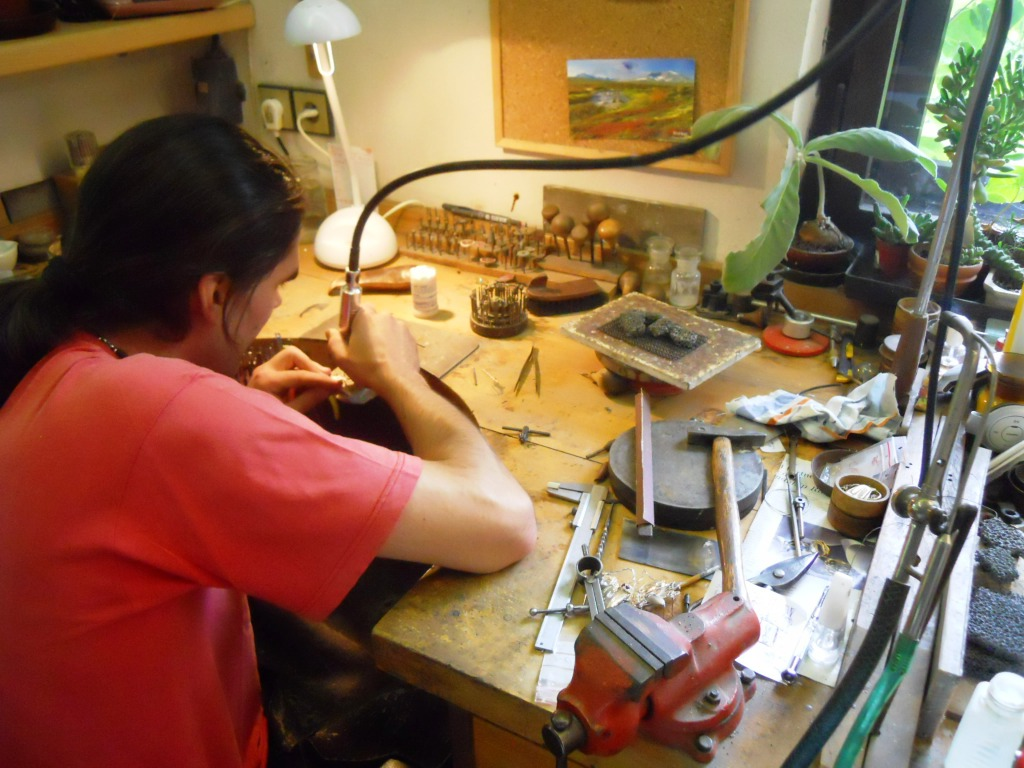
金細工職人の作業の様子

金は自然金として産出され、扱いやすい金属であったため、初期のほとんどの文化圏で金細工職人は存在した。古代に使われた技術は脈々と受け継がれ、中には失われた技術もあるが、それらを上回る技術を開発し、現代の金細工職人は活動している。
イギリスでの金細工職人

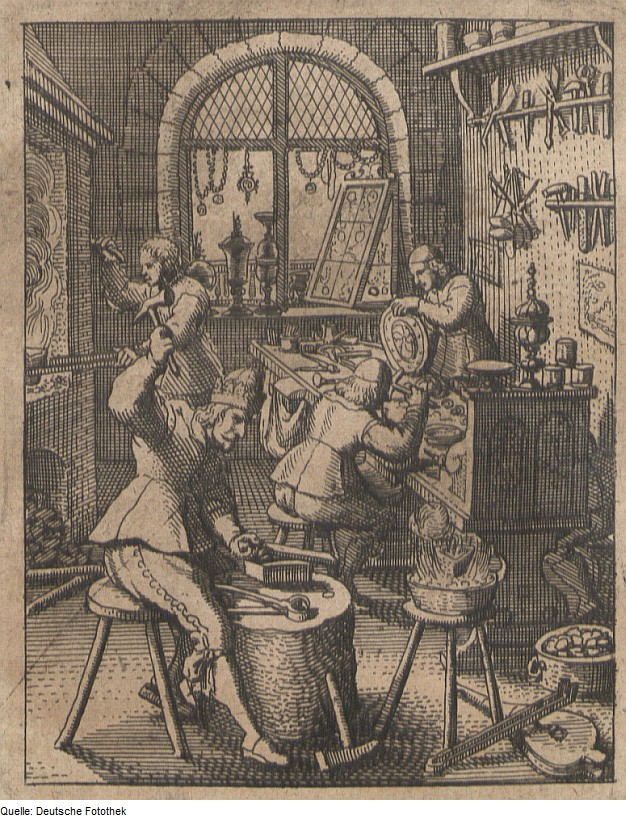
17世紀半ばの金細工職人の作業の様子

中世になると、金細工職人はギルドを結成する。彼らのギルドは、裕福で、他のギルドの中でも重要と位置づけされていた。このギルドによって、純度と年代などを保障するホールマークが打刻されていたため、歴史家や鑑定家にとって非常にありがたい存在である。この頃の金細工職人は宝石加工や銀細工も行っていたが、真鍮などの別の金属の細工は、また別にギルドが形成されていたため、それらの細工を行う事はなかった。
また、金細工職人は貴重な品々を安全に保管するための十分なセキュリティを持っていたので、しばしば保管所（貸金庫）を務めた。金貨の保管も行っていたので、
それらの預かり証（金匠手形）が発行され、それらは金貨の代わりとして流通し紙幣の原型となった。

## 技術
金細工師は、やすりがけ、ろう付け、切断、鋳造、キャスティング、研磨、彫金等のプロセスを通じて、金属加工の技術を磨く必要がある。伝統的にこれらのスキルは、長い見習い期間を経て習得するが、近年では大学や専門学校等のファインアートのカリキュラムにおいて、金細工、銀細工等の授業が実施されている。
金属加工の技術
- 象嵌：宝石や金属などをはめ込む技法
- 截金：金箔・銀箔・プラチナ箔を数枚焼き合わせ、細く直線状に切ったものによって文様を表現する伝統技法
- ニエロ：硫黄、銅、銀などによって作られた黒い合金を使う技術
- 木目金：何層もの貴金属の合金を加熱圧着し、木目状の模様に仕上げる技法
- 金粘土：焼結すると金だけが残る粘土を利用する技法
- 七宝：熱をかけるとガラスとなる釉薬で絵付けする技法
- 金泥・銀泥：金や銀の粉末を膠に混ぜ、絵具として利用する技法
- エングレービング：凹版印刷技術

他の金属の表面に金の層を張り付ける技術
- ゴールドフィルド（英語版）（薄い金の板を、金より安価なベースメタルに高温と高圧によって圧着したもの（金張り）で、金重量／総重量が1/20以上のもの[6][7][8]。金重量／総重量が1/20未満のものは rolled gold plate と呼ぶ[6][7][8]）
- ヴェルメイユ（英語版）(「ゴールドフィルド」の条件を満たす金張りのうち、ベースメタルが銀であるものを特にヴェルメイユと呼ぶ[8])
- en:Gold plating（金めっき）

## 版画・印刷
1430年頃以降、ドイツで金細工の技術を使った版画（Old master print）が発明される。また、15世紀には金細工職人の家系から金細工の技術を使い版画家として活躍したマルティン・ショーンガウアー、アルブレヒト・デューラーなどがいる。
1445年頃に活版印刷を発明したヨハネス・グーテンベルクも金細工職人の家系の出だとする説が存在する。また、民兵組織に金細工職人として登録され、それらの技術を持っていた証拠も残っているが、その技術を何処で習得したかは未解明である。
また、これらの金細工印刷技術（エングレービング）を極めた職人はエングレーバーと呼ばれ、政府が発行する紙幣・切手・債券などの印刷に関わるようになる。それらの採用理由として、エングレービングの技法では、人物の髪の毛に至るまで極緻密に再現し、習得に熟練を要すこともあり偽造が難しいこと、そして印刷耐久性が優れ大量に印刷しても印刷画像が劣化しないこと等の理由が上げられる。

## 代表的な作品
- 金貨
- 銀貨
- インペリアル・イースター・エッグ：ピーター・カール・ファベルジェがロシア皇帝の依頼で作ったイースターエッグ
- Nautiluspokal（ドイツ語版）:オウムガイの殻と金細工を組み合わせた杯
- Chryselephantine sculpture（英語版）:金と象牙の像

## 金細工組合
- Khudabadi Sindhi Swarankar（英語版）：インド最古の金細工ギルド
- Worshipful Company of Goldsmiths（英語版）：シティ・オブ・ロンドンのリヴァリ・カンパニー
- Society of North American Goldsmiths（英語版）：1969年設立の北米の金細工職人の組合
- ドイツ金細工職人、銀細工職人、宝石職人の中央組合（ドイツ語版）：1900年に設立されたドイツの金細工ギルド
  - それ以前は、宝石、金、銀細工工芸品の帝国ギルド協会（Reichsinnungsverbandes für das Juwelier-, Gold- und Silberschmiedehandwerk）